# Execução de Maria Antonieta

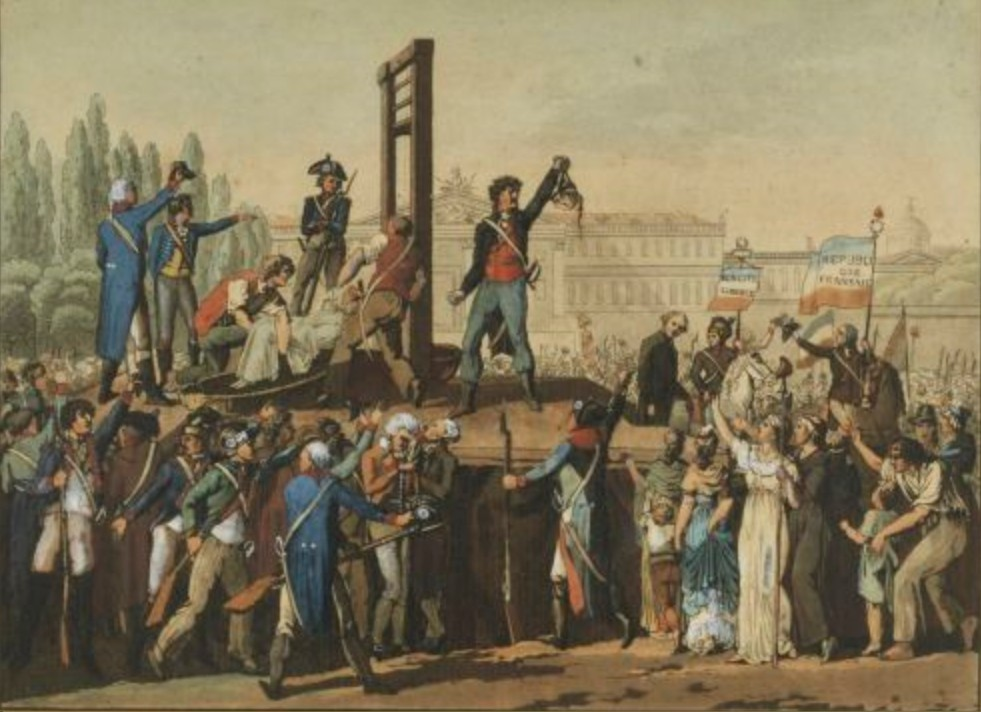
Henri Sanson brandiu a cabeça de Maria Antonieta da Áustria para a multidão,
(Museu da Revolução Francesa).

A execução de Maria Antonieta da Áustria é a aplicação da sentença de morte pela guilhotina de Maria Antonieta da Áustria, rainha da França, ocorrida em 16 de outubro de 1793. Sua sentença de morte foi pronunciada mais cedo no mesmo dia, às quatro e meia da manhã, pelo Tribunal Revolucionário, após um julgamento que durou dois dias.

## O cortejo

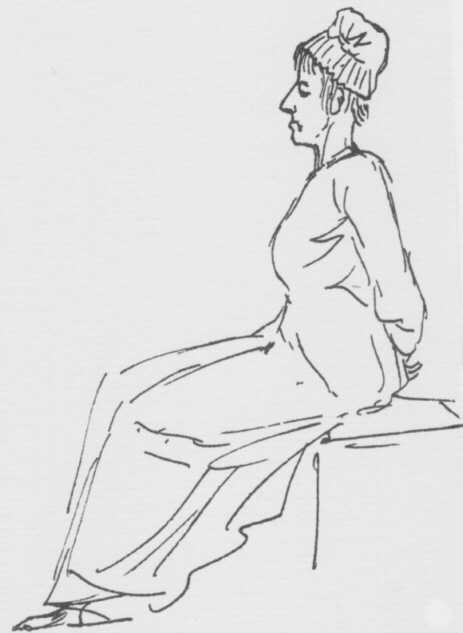
Maria Antonieta sendo conduzida ao cadafalso (por Jacques-Louis David).

Na quarta-feira, 16 de outubro de 1793, por volta de 10:00 horas da manhã, os quatro juízes e o secretário do Tribunal Revolucionário entraram na sala onde Maria Antonieta da Áustria, então rainha da França, se encontrava. Eles tornaram a ler pela segunda vez a acusação que pairava sobre a rainha. Ao final da leitura, o carrasco, Charles-Henri Sanson, aproximou-se de Maria Antonieta e amarrou as duas mãos da rainha por trás das costas. Ele então cortou seu cabelo, que depois foram queimados para não servirem de relíquia.
Maria Antonieta, liderada pelo carrasco , Henri Sanson, foi para o tribunal, onde uma carruagem a esperava. Ela foi posta em uma bandeja de madeira, colocada sobre os eixos, e desenhada por duas Percherons. Com as mãos atadas atrás das costas, Maria Antonieta subiu as escadas com a ajuda de Henri Sanson.
O padre St. Landry, um padre Constitucional nomeado pelo Tribunal Revolucionário, acompanhou o processo como confessor. Por não ter tido a escolha de seu sacerdote confessor, como aconteceu com seu marido, o rei Luís XVI, Maria Antonieta recusou os serviços impostos por St. Landry. O carrasco seguiu viagem por trás da rainha, que seguiu sentada na parte de trás da carruagem, seguida por uma multidão que corria em seu caminho, sem gritar ou sussurrar. 30.000 soldados formaram uma cobertura ao longo da rota da carruagem. Na entrada da Rue St. Honoré, gritos de ódio foram ouvidos.

## A execução e o atestado de óbito

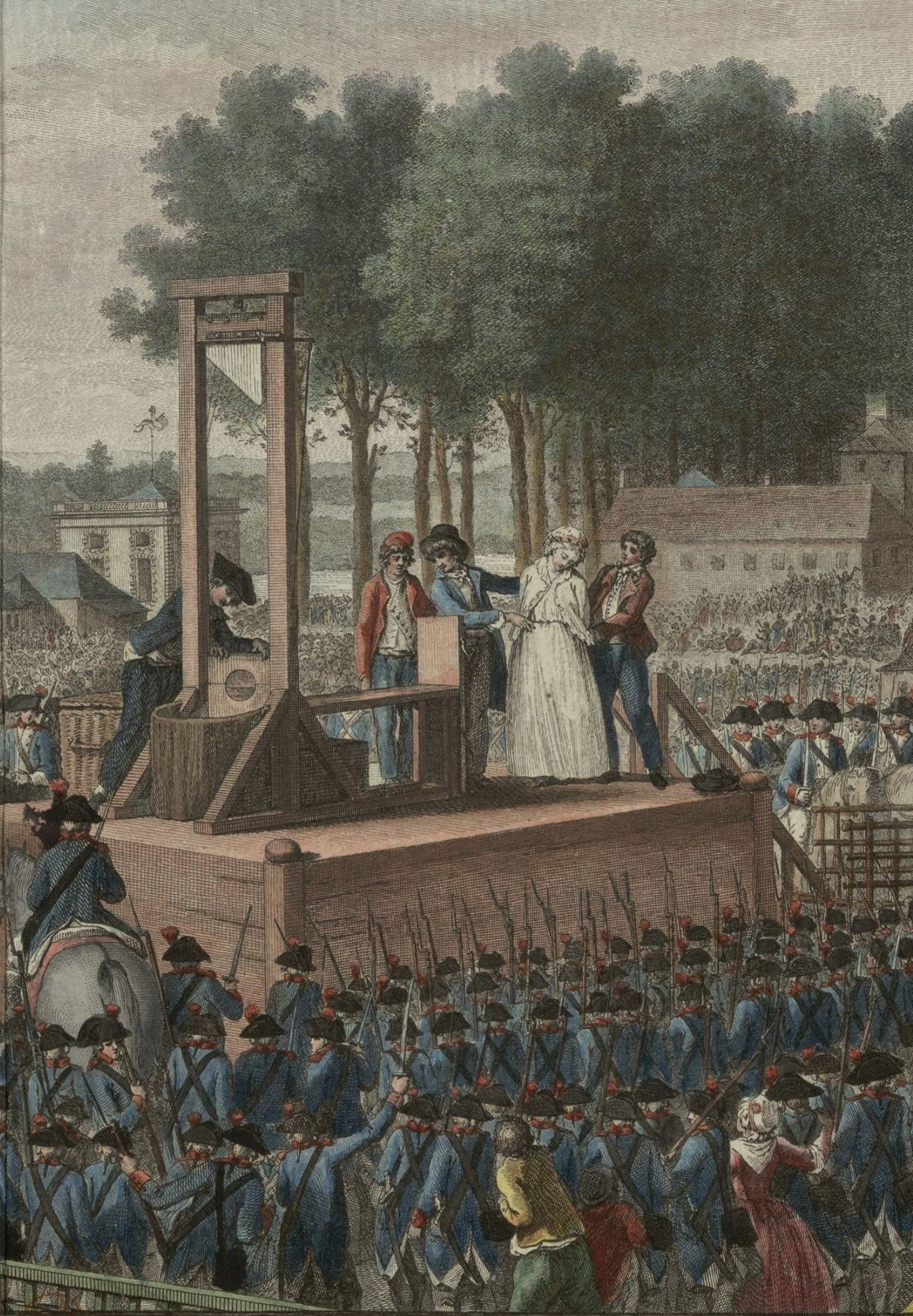
A execução de Maria Antonieta.

Ao meio-dia, a carruagem apareceu na Place de la Revolution (agora Place de la Concorde). Maria Antonieta, com leveza e velocidade, sem a necessidade de ser apoiada apesar de suas mãos ainda estarem amarradas, subiu as escadas para o cadafalso, perdendo um de seus sapatos (que agora faz parte da coleção do Musée des Beaux-Arts de Caen). Alega-se que ela teria andado com um dos sapatos do carrasco e suas últimas palavras teriam sido: "Senhor, eu imploro seu perdão, eu não quis dizer isso". Ela não dirigiu-se às pessoas como Luís XVI havia feito nove meses antes. O embate no tabuleiro foi então auxiliado. A moldura de madeira se fechou. O machado caiu. Em 15 segundos, o ato foi consumado. Henri Sanson tomou a cabeça de Maria Antonieta pelos cabelos, e acenou para mostrá-la a multidão, que explodiu em milhares de "Viva a República! Viva a Liberdade!".
Maria Antonieta foi enterrada no Cemitério de Madeleine, juntamente com seu marido Luís XVI em uma vala comum. Foi espalhado cal em seu corpo.
A morte de Maria Antonieta foi estabelecida em 24 de outubro de 1793. O ato original desapareceu durante a destruição de arquivos em Paris em 1871, mas foi copiado por arquivistas. 
Em 21 de janeiro de 1815, os restos mortais de Maria Antonieta foram depositados na Basílica de St. Denis. Em 1816, Luís XVIII erigiu um túmulo na basílica, dirigido por Pierre Petiot.

## Hoje
No Cemitério de Madeleine, onde foi enterrada Maria Antonieta, Luís XVIII construiu uma capela (a capela expiatória), que foi erguida em 1826. A capela está decorada com duas figuras esculpidas representando Luís XVI e Maria Antonieta. O cemitério de Madeleine agora é chamado de Praça Luis XVI.